# Thomas M. Storke
Thomas M. Storke (Santa Barbara, 1876. november 23. – Santa Barbara, 1971. október 12.) az Amerikai Egyesült Államok szenátora (Kalifornia, 1938–1939).